# Pardosa hokkaido
Pardosa hokkaido là một loài nhện trong họ Lycosidae.
Loài này thuộc chi Pardosa. Pardosa hokkaido được Hozumi Tanaka & Suwa miêu tả năm 1986.